# Eugnosta lukaszi
Eugnosta lukaszi is een vlinder uit de familie bladrollers (Tortricidae). De wetenschappelijke naam voor deze soort is voor het eerst geldig gepubliceerd in 2005 door Razowski.
De soort komt voor in tropisch Afrika.